# Beth Broderick
Beth Broderick (Falmouth, Kentucky, 24 de febrero de 1959) es una actriz estadounidense. Es más conocida por protagonizar la serie Sabrina, the Teenage Witch donde interpretó el papel de Zelda Spellman, la tía de Sabrina.

## Biografía
Broderick nació en Falmouth, en el Condado de Pendleton, en el norte de Kentucky, pero fue criada en Huntington Beach, California. Su madre se llama Nina Broderick y tiene tres hermanas. Desde temprana edad demostró interés en el teatro. Se graduó de la secundaria a los dieciséis años y posteriormente ingresó en la American Academy of Arts en Pasadena, California, donde terminó sus estudios a la edad de dieciocho años. Tras su graduación se trasladó a Nueva York para dedicarse a la actuación.

### Carrera
Ha participado en varias películas, como Man of the Year (1995), Maternal Instincts (1996), Psycho Beach Party (2000) y The Inner Circle (2003). Sus participaciones en películas de televisión incluyen The Five Mrs. Buchanans, Hearts Afire, Supernatural y Glory Days (1990). También desempeñó un pequeño papel en la película Fools Rush In (1997), con Matthew Perry y Salma Hayek, como una mujer de negocios. También ha desempeñado un papel en Stories of Passion 26.
Broderick es conocida mundialmente por su papel como la bruja Zelda Spellman en la serie televisiva Sabrina, the Teenage Witch.
Posteriormente a finales del 2020 realizó un cameo interpretando al mismo personaje en la serie de Netflix: Chilling Adventures of Sabrina (serie de televisión). Basada igualmente en los cómics de Sabrina Spellman.

## Vida privada
Desde 1998 a 2000 Broderick estuvo casada con Brian Porizek. En 2005 contrajo matrimonio con Scott Paetty. Ha participado activamente en la lucha contra el sida desde 1984 y es la directora- fundadora de Momentum, una de las primeras organizaciones en Nueva York que se estableció para ayudar a las personas con sida. También fue un miembro de Celebrity Action Council of the City Light Women's en el Programa de Rehabilitación de la Misión de Los Ángeles, que dispone en manos de servicio a las mujeres sin hogar, les ayuda a superar el abuso de sustancias y aprender habilidades de trabajo para ayudarles a rehacer su vida y sus familias. Sus autores favoritos son Reynolds Price, Tim McLaurin, Jim Harrison y Truman Capote.
Broderick reside actualmente en el sur de California.

## Filmografía

### Cine y televisión
- La hermana de la novia (2019)
- Bad Actress (2011)
- Timber Falls (2007)
- State's Evidence (2006)
- Mystery Woman: Mystery Weekend (2005)
- Tom's Nu Heaven (2005)
- The Inner Circle (2003)
- Psycho Beach Party (2000)
- Chosen Ones...Leyla Moters (1999)
- Sabrina, the Teenage Witch: Spellbound (1998) (voz)
- Breast Men (1997)
- Fools Rush In (1997)
- Women Without Implants (1997)
- Maternal Instincts (1996)
- Man of the Year (1995)
- French Exit (1995)
- Thousand Pieces of Gold (1991)
- La hoguera de las vanidades (1990)
- ABC TGIF (1990)
- Stealing Home (1988)
- Slammer Girls (1987)
- Student Affairs (1987)
- Sex Appeal (1986)
- If Looks Could Kill (1986)
- Young Nurses in Love (1986)
- Bordello... House of the Rising Sun (1985)
- In Love (1983)

### Televisión
- Always and Forever Christmas (2019)
- Chilling Adventures of Sabrina (2018)
- Una Navidad en jamaica (2017)
- La cúpula (Under the Dome) (2013)
- Supernatural, 1 episodio
- Revenge of the Bridesmaids (2010)
- Lost (2005–2008)
- Homeland Security (2004)
- CSI: Las Vegas (2004)
- The Nightmare Room (2002)
- A Champion's Fight: A Moment of Truth Movie (1998)
- Sabrina, the Teenage Witch (1996-2003)
- Justice in a Small Town (1994)
- Shadowhunter (1993)
- In the Deep Woods (1992)
- Are You Lonesome Tonight (1992)
- Rewrite for Murder (1991)
- Glory Days (1990)
- Matlock (1988)
- Tales from the Darkside (1987)